# 무성 설순 마찰음
무성 설순 마찰음(Voiceless linguolabial fricative)은 일부 음성 언어에서 사용되는 닿소리의 하나이다. 이를 나타내는 국제음성기호는 θ̼ 또는 ɸ̺이다.